# يغموش باركيري
يغموش باركيري (الاسم العلمي:Amblyomma parkeri) هو نوع من الحيوانات يتبع جنس اليغموش من فصيلة اللبوديات الصلبة.